# Генерал-полковник артиллерии
Генерал-полковник артиллерии — воинское звание высшего офицерского состава артиллерии в Вооружённых Силах СССР в 1940—1984 гг.

## История
Установлено Указом Президиума Верховного Совета СССР от 7 мая 1940 г. «Об установлении воинских званий высшего командного состава Красной Армии».
Отменено Указом Президиума Верховного Совета СССР от 26 апреля 1984 г. № 89-XI «О воинских званиях офицерского состава Вооруженных Сил СССР». После отмены воинского звания генерал-полковники артиллерии стали считаться состоящими в воинском звании генерал-полковник.

## Список генерал-полковников артиллерии
В скобках после имени указана дата присвоения воинского звания. В список не включены генерал-полковники артиллерии, которым впоследствии было присвоено более высокое звание маршал артиллерии.
1. Барсуков, Михаил Михайлович (15.07.1944)
2. Бессчастнов, Тимофей Андреевич (22.08.1944)
3. Бошняк, Юрий Михайлович (30.10.1981)
4. Вознюк, Василий Иванович (08.08.1955)
5. Волкотрубенко, Иван Иванович (18.11.1944)
6. Вотинцев, Юрий Всеволодович (25.04.1975)
7. Герасимов, Антон Владимирович (26.11.1956)
8. Гончаров, Леонид Михайлович (30.10.1978)
9. Горохов, Алексей Фёдорович (31.05.1954)
10. Горьков, Юрий Александрович (29.04.1983)
11. Грендаль, Владимир Давыдович (04.06.1940)
12. Гуринов, Иван Михайлович (04.11.1973)
13. Дегтярев, Георгий Ермолаевич (02.11.1944)
14. Дмитриев, Михаил Петрович (31.05.1954)
15. Дроздов, Николай Фёдорович (18.11.1944)
16. Жданов, Николай Николаевич (08.08.1955)
17. Журавлёв, Даниил Арсентьевич (18.11.1944)
18. Зашихин, Гавриил Савельевич (18.11.1944)
19. Камера, Иван Павлович (07.06.1943)
20. Кариофилли, Георгий Спиридонович (18.02.1958)
21. Кляпин, Сергей Иванович (03.02.1984)
22. Кожевников, Александр Иванович (05.05.1980)
23. Кожухов, Леонид Иустинович (07.05.1960)
24. Коробченко, Василий Стратонович (07.05.1960)
25. Краснопевцев, Семён Александрович (03.04.1944)
26. Левченко, Пётр Гаврилович (23.02.1972)
27. Лихачёв, Владимир Матвеевич (31.05.1954)
28. Матвеев, Александр Иванович (16.12.1982)
29. Михалкин, Михаил Семёнович (12.08.1955)
30. Никольский, Михаил Александрович (09.05.1961)
31. Ничков, Пётр Никитич (23.08.1944)
32. Парсегов, Михаил Артемьевич (18.02.1958)
33. Пестов, Владимир Иванович (07.06.1943)
34. Полуэктов, Георгий Васильевич (18.02.1958)
35. Привалов, Владимир Георгиевич (25.10.1967)
36. Пырский, Иван Михайлович (18.02.1958)
37. Рыжи, Николай Кирьякович (18.02.1958)
38. Самсонов, Фёдор Александрович (18.11.1944)
39. Санько, Иван Федосеевич (25.10.1967)
40. Сапков, Леонид Сергеевич (27.10.1977)
41. Сапрыкин, Дмитрий Григорьевич (19.02.1968)
42. Семёнов, Пётр Сергеевич (18.02.1958)
43. Сидоров, Михаил Дмитриевич (27.10.1977)
44. Слипченко, Пётр Филиппович (04.11.1973)
45. Смирнов, Алексей Григорьевич (30.10.1978)
46. Сокольский, Александр Кузьмич (18.11.1944)
47. Соловьёв, Василий Петрович (19.02.1968)
48. Таранович, Владимир Эрастович (26.10.1944)
49. Фомин, Николай Сергеевич (01.07.1944)
50. Фролов, Иван Фёдорович (18.02.1958)
51. Хлебников, Николай Михайлович (28.06.1944)
52. Хлопенко, Алексей Ефимович (02.11.1972)
53. Хохлов, Василий Исидорович (18.11.1944)
54. Чарнявский, Болеслав Болеславович (11.07.1946)
55. Черкашин, Николай Федорович (25.10.1979)
56. Чесноков, Юрий Тимофеевич (16.12.1982)
57. Юрасов, Евгений Сергеевич (25.04.1975)